# Hanoi
Hanoi (på vietnamesiska Hà Nội, chu nho: 河內 "innanför floderna") är huvudstaden i Vietnam. Ett äldre namn är Tonkin, som fortfarande används för den omgivande norra regionen av landet. Tonkin har även gett upphov till namnet på havet öster om Vietnam, Tonkinbukten.
Hanoi är en av fem kommuner i Vietnam som direktstyrs av statliga myndigheter, och är på ungefär samma administrativa nivå som landets övriga provinser. Den är landets näst största stad (efter Ho Chi Minh-staden) och hade nästan 6,5 miljoner invånare i hela kommunen vid folkräkningen 2009, varav cirka 2,4 miljoner bodde i själva centralorten. Staden är känd för den vackra och myllrande gamla stadskärnan. Ursprungligen hade varje skrå sin egen gata där bara en viss typ av varor såldes, vilket till viss del fortfarande gäller.
Hanoi ligger i norra Vietnam en bit upp längs Röda Floden från Tonkinbukten, som är en del av Sydkinesiska sjön. För att skydda staden mot översvämningar under regnperioderna har man byggt stora vallar längs flodkanten.
Första gången Hanoi blev huvudstad var 1010 då under namnet Thăng Long. Detta år räknas som stadens grundande. Hanoi var huvudstad i det franska protektoratet Tonkin från 1883, Franska Indokina från 1902, i Nordvietnam från 1954 och i det enade Vietnam från 1976. Staden skadades svårt av amerikanska flygbombningar under Vietnamkriget.

## Historia
År 1010 flyttade Lý Thái Tổ huvudstaden till platsen för dagens Hanoi och gav den namnet Thăng Long vilket betyder den uppåtstigande draken eftersom han påstod sig ha sett en drake på platsen, vilket avgjorde var staden skulle grundas. 
Staden attackerades flera gånger av kineser och trupper från champa men attackerna slogs tillbaka. I slutet av 1300-talet försvagades landet och Champa lyckades inta staden. Hồ Quý Ly flyttade huvudstaden till Thanh Hoa (även kallat Tay Do, den västra huvudstaden) och Thăng Long bytte då namn till Dong Do citadellet (östra citadellet). År 1414 hamnade hela Vietnam under Mingdynastins styre under en kort period.
Efter att Lê Lợi besegrat kineserna flyttades huvudstaden åter till platsen för Thăng Long och gav staden namnet Dong Kinh. Under Macdynastin återfick staden namnet Thăng Long. Från 1600-talet kom landet att vara delat. Under 1802 enade Gia Long landet och inledde Nguyendynastin som kom att styra fram till 1945. Huvudstaden låg under denna period i Hue. År 1831 grundade kejsare Minh Mạng en provins som innefattade området kring Thăng Long som döptes till landet mellan floderna.
Efter den franska erövringen av Vietnam blev Hanoi huvudort i det franska protektoratet Tonkin, medan de vietnamesiska kejsarna satte kvar på tronen som nominella statsöverhuvud över det franska protektoratet Annam. Från och med 1902 var Hanoi även huvudstad i den koloniala federationen Franska Indokina.
När Vietnam återfick sin självständighet efter kriget blev Hanoi huvudstad i Nordvietnam. Julen 1972 utsattes Hanoi för våldsamma bombangrepp av USA. När landet åter enades efter Vietnamkriget blev Hanoi huvudstad för hela Vietnam.

## Kommunikationer
Norr om Hanoi ligger Noi Bai internationella flygplats dit alla som ska till norra Vietnam anländer. Flygplatsen är den största i Vietnam efter den i Ho Chi Minh-staden. Vietnams statliga flygbolag Vietnam Airlines står för de flesta flygningarna till och från Vietnam. Förutom flyg från Hanoi till de flesta destinationer i Vietnam så finns många flyg till andra metropoler i närområdet som Bangkok och Hongkong. Direktflyg till Europa går till Paris, Frankfurt och London. Från flygplatsen finns motorväg till Hanoi. Tåg går söderut mot Ho Chi Minh-staden, österut mot Hai Phong och två linjer norrut mot Kina, den ena fortsätter mot Kunming via Lao Cai och den andra mot Nanning via Lang Son.
Hanoi har senaste åren byggt ut sina busslinjer kraftigt och nya linjer tillkommer ständigt. Bussarna är ofta överfulla i rusningstrafik och vid lunchtid och de kommer ibland med oregelbundna mellanrum men mellan dessa trafiktoppar fungerar busstrafiken bra. Tvår upphöjda urbana tåglinjer (Skyrail) med vissa delar som tunnelbana är under konstruktion och skall öppnas det närmaste året. Ytterligare linjer är planerade. 
Vägnätet är inte anpassat för den växande befolkningen och det allt större antalet bilar. Förutom på morgonen och eftermiddagen är det även rusningstrafik vid lunch då skolbarn ska hem och äta och föräldrar hem för att laga mat åt sina barn. För att lösa trafiksituationen finns planer på att flytta ut universitet och fabriker. Staden har under de senaste decenniet expanderat snabbt med många nya stadsdelar och vägar inklusive två ringvägar med till stor del motorvägsstandard.

## Ekonomi
En stor del av den höga ekonomiska tillväxten i Vietnam sker i städerna. Av Vietnams befolkning bor 3,6 % i Hanoi medan staden står för 8 % av landets totala tillväxt. Ökningen av industriproduktionen har varit tvåsiffrig de senaste 20 åren och flera företagsparker har grundats runt omkring Hanoi. Turism och finans utgör en allt viktigare del av stadens ekonomi.
Den goda ekonomiska utvecklingen leder till en ökad konsumtion hos befolkningen. Motorcyklar har för länge sedan passerat cykeln som viktigaste transportmedlet och allt fler Hanoibor har råd att köpa bil, trots de höga importskatterna och stigande bensinpriser. De ständiga trafikstockningarna är hämmande för Hanois utveckling och regeringen har planer på att utlokalisera vissa industrier och universitet inför 1000-årsfirandet för att därmed minska trafikkaoset och problemet med luftföroreningar.
Flera moderna matbutiker har öppnat, som till exempel Fivimart och Hapromart, som har ett mer västerländskt utbud av livsmedel. Även ett par stormarknader finns, Big C och Mehlin, där allt finns till försäljning under samma tak.

## Utbildning

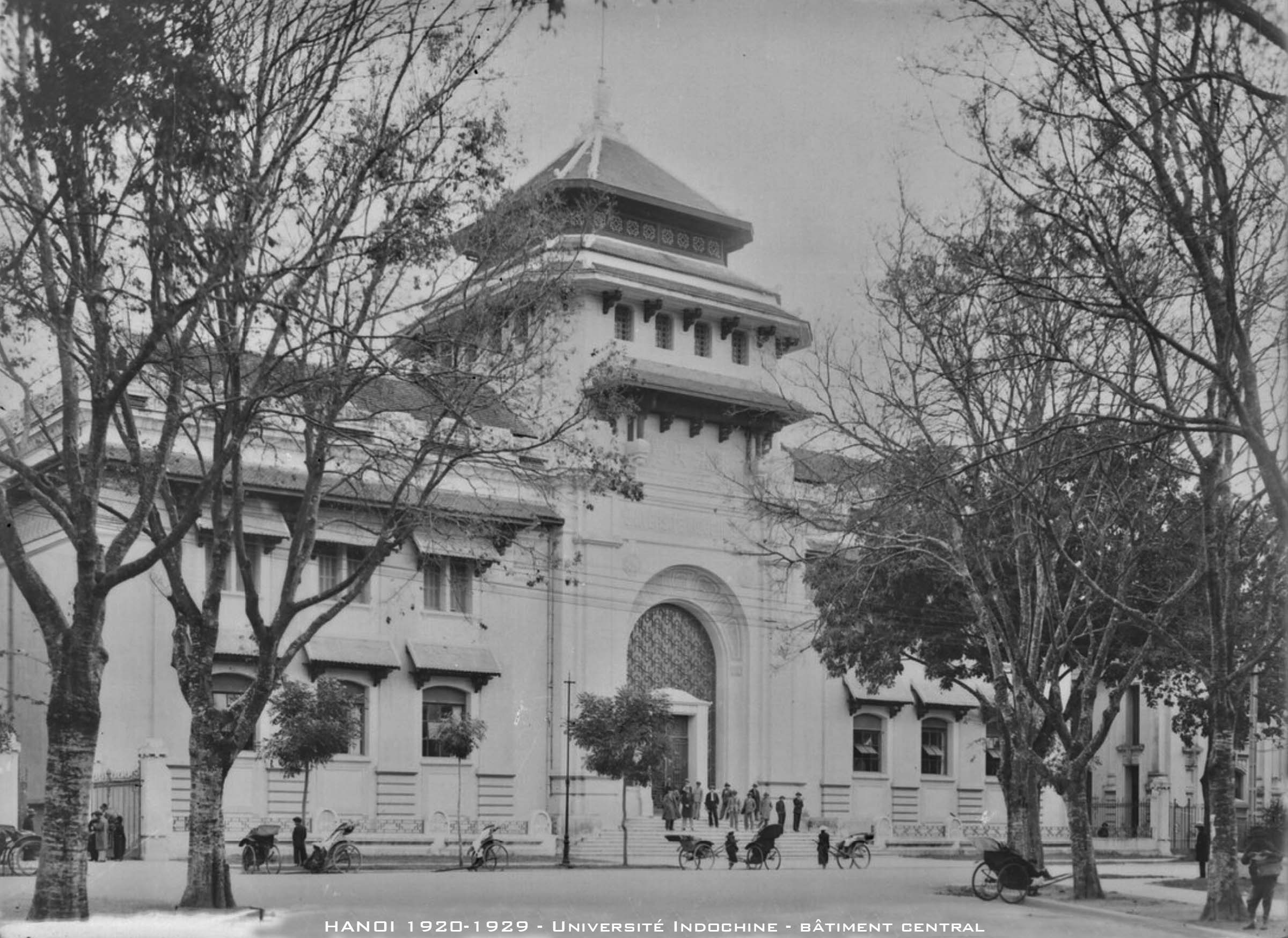
Hanois medicinska universitet, bild från tidigt 1900-tal.

Hanoi Medical University är landets äldsta medicinska universitet och grundades 1902. Vietnams nationella universitet bildades från Indochina University (grundat 1904) och är ett av de större i Hanoi. Hanoi tekniska universitet grundades 1956 efter att kommunisterna tog kontroll över Nordvietnam och byggdes med stöd från Sovjet. Konstuniversitetet grundades av fransmännen 1925 under namnet École Supérieure des Beaux-Arts de L'Indochine. De flesta universitet drivs offentligt men Thang Long universitetet (grundat 1988) drivs privat.
För att komma in på universiteten ska grundskolan vara avklarad och eleven ska göra ett antagningsprov. Studenter kommer från nästan hela landet under juni och juli för att göra dessa test. Hanoi är den viktigaste universitetsstaden i Vietnam med över hälften av alla universitetsstudenter och uppskattningsvis över 60 % av alla forskare.

## Sjukvård
Några kilometer söder om centrum ligger Bach Mai sjukhuset som är landets största sjukhus. Viet Duc sjukhuset ligger i Hoan Kiem distriktet nära turistkvarteren. Dessutom finns både ett vietnamesiskt-kubanskt och ett vietnamesiskt-franskt sjukhus. National Hospital of Pediatrics är ett barnsjukhus och byggdes i slutet av 1970-talet av Sida. Kvaliteten på utrustningen varierar kraftigt, en del kommer från biståndsprojekt finansierade av Japan och Sverige.
Vården håller en högre kvalité än i länder med motsvarande levnadsstandard, men betydligt lägre än i västvärlden. Turister och andra utlänningar söker sig till International SOS och Hanoi Family Medical Practice. För allvarligare skador rekommenderas att man flyger hem eller till sjukhus i närliggande länder med högre kvalité på vården.

## Turistattraktioner

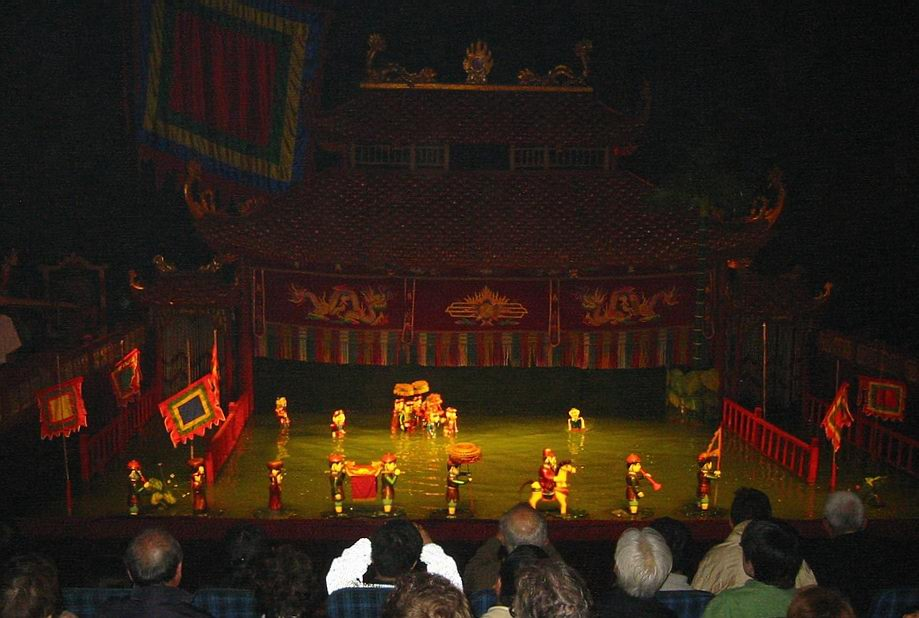
Dockteater på vatten.

Gamla staden är centrum för turismen i Hanoi och ett stort antal lågbudgethotell och researrangörer finns här. Varje gata är uppkallad efter den verksamhet som bedrivs eller de föremål som säljs på just den gatan. Till exempel reparerar man cyklar på en gata medan butikerna på en annan säljer handdukar. Söder om gamla stan ligger Det återbördade svärdets sjö Hồ Hoàn Kiếm med en pagod i mitten. 
Två kilometer väster om Hoan Kiem sjön ligger Vietnams äldsta universitet, Litteraturens tempel, som grundades redan 1070 av kejsare Lý Thánh Tông. Mellan 1484 och 1778 skrevs namnet på alla som tagit examen upp på minnespelare varav 82 fortfarande finns bevarade.
I Hanoi kan man beskåda den balsamerade Ho Chi Minh som ligger i en glaskista i sitt mausoleum bevakad av vakter. Flera museer finns i staden, bland annat etnologiska museet, historiska museet, Hanoi Hilton och konstmuseet. Hanoi är rikt på tempel och pagoder. Enkolonnpagoden är något av en symbol för staden. En annan populär attraktion är vattenmarionetteatern som är en dockteater på vatten.

## Klimat
Hanoi har subtropiskt klimat, med sommar från mitten av april till slutet av oktober med frekventa monsunregn och temperaturer mellan 30 och 40 °C. Den höga luftfuktigheten gör att sommardagarna upplevs som varmare och svettigare än vad de skulle varit med samma temperatur med lägre luftfuktighet. Från augusti till och oktober drabbas Hanoi ibland av tyfoner. Hösten är den behagligaste perioden med temperaturer från 25 till 30 grader. Mellan mitten av november till början av april är den en svalare period med temperaturer normalt mellan 15 och 25 °C, men med några köldknäppar där temperaturen går under 15 °C. Januari, som är den kallaste månaden, har en dygnsmedeltemperatur som motsvarar Stockholm i augusti. Vinterdagarna kan under köldknäppar kännas ruggiga då det tenderar att vara ihållande duggregn, trots att temperaturen är relativt hög med svenska mått.
|                                            | Jan | Feb | Mar | Apr | Maj | Jun | Jul | Aug | Sep | Okt | Nov | Dec |
| ------------------------------------------ | --- | --- | --- | --- | --- | --- | --- | --- | --- | --- | --- | --- |
| Normaldygnets maximitemperaturs medelvärde | 19  | 19  | 22  | 26  | 30  | 32  | 32  | 31  | 31  | 27  | 24  | 21  |
| Normaldygnets minimitemperaturs medelvärde | 14  | 15  | 18  | 21  | 25  | 26  | 26  | 26  | 25  | 22  | 18  | 15  |
|                                            |     |     |     |     |     |     |     |     |     |     |     |     |
| Nederbörd                                  | 23  | 25  | 98  | 137 | 203 | 565 | 492 | 356 | 185 | 259 | 14  | 55  |

| Diagram | temperaturer i °C • månadsnederbörd i mm | temperaturer i °C • månadsnederbörd i mm | temperaturer i °C • månadsnederbörd i mm | temperaturer i °C • månadsnederbörd i mm | temperaturer i °C • månadsnederbörd i mm | temperaturer i °C • månadsnederbörd i mm | temperaturer i °C • månadsnederbörd i mm | temperaturer i °C • månadsnederbörd i mm | temperaturer i °C • månadsnederbörd i mm | temperaturer i °C • månadsnederbörd i mm | temperaturer i °C • månadsnederbörd i mm | temperaturer i °C • månadsnederbörd i mm |
|         | 23 19 14                                 | 25 19 15                                 | 98 22 18                                 | 137 26 21                                | 203 30 25                                | 565 32 26                                | 492 32 26                                | 356 31 26                                | 185 31 25                                | 259 27 22                                | 14 24 18                                 | 55 21 15                                 |

## Distrikt
Likt alla provinser och större städer i Vietnam är Hanoi indelat i distrikt. Den 1 augusti 2008 utökade kommunen sin administrativa gräns, då Hanoi slogs samman med provinsen Ha Tay, distriktet Me Linh i provinsen Vinh Phuc, samt kommunerna Dong Xuan, Tien Xuan, Yen Binh och Yen Trung i distriktet Luong Song, Hoa Binhprovinsen. Ytan närapå fyrdubblades och befolkningen fördubblades vid tillfället. Hanois kommun består idag av tio urbana distrikt (quận, som tillsammans motsvarar Hanois centralort), en separat stad, samt arton landsbygdsdistrikt (huyện). 

### Urbana distrikt
- Ba Dinh, Cau Giay, Dong Da, Ha Dong, Hai Ba Trung, Hoang Mai, Hoan Kiem, Long Bien, Tay Ho samt Thanh Xuan.

### Stad
- Son Tay

### Landsbygdsdistrikt
- Ba Vi, Chuong My, Dan Phuyong, Dong Anh, Gia Lam, Hoai Duc, Me Linh, My Duc, Phu Xuyen, Phuc Tho, Quoc Oai, Soc Son, Thach That, Thanh Oai, Thanh Tri, Thuong Thin, Tu Liem samt Ung Hoa.